# Ctenus barbatus
Ctenus barbatus är en spindelart som beskrevs av Tamerlan Thorell 1895. Ctenus barbatus ingår i släktet Ctenus och familjen Ctenidae.
Artens utbredningsområde är Myanmar. Inga underarter finns listade i Catalogue of Life.